# Bokermannohyla napolii
Bokermannohyla napolii é uma espécie de anfíbio da família Hylidae. Endêmica do Brasil, pode ser encontrada no município de Perdizes, no estado de Minas Gerais.